# Злочин апартхејда
„Злочин апартхејда“ је дефинисан Римским статутом МКС из 2002. године као чињење нехуманих аката сличних другим злочинима против човечности у контексту институционализованог режима систематског угњетавања и доминације једне расне групе над другом или другима и учињених са намером одржавања тог режима. Изричито се наводе кривична дела као што су убиство, поробљавање, лишавање слободе, принудно расељавање, сексуално насиље и колективно прогоњење.
Генерална скупштина УН је 1973. године усвојила и предала на потписивање и ратификацију Међународну конвенцију о сузбијању и кажњавању злочина апартхејда (МКСКЗА). Конвенција је дефинисала злочин апартхејда као нехумане акте учињене у циљу установљавања и одржавања доминације једне расне групе особа над другом расном групом и у циљу систематског угњетавања те групе. Спомињу се акти као што су убиство, ограничавање слобода и достојанства, самовољно хапшење и затварање, наметање нехуманих услова живота, принудни рад или спровођење мера којима се расна група спречава да учествује у политичком, друштвеном, економском и културном животу земље као што су: ускраћивање основних права, у која спадају право на рад, синдикално организовање, образовање, слободан улазак и излазак из земље, право на националност, слободу кретања и становања, слободу мишљења и изражавања и право на мирно окупљање и удруживање.

## Историја
Термин апартхејд је холандског порекла и буквално значи одвојеност. Термин се званично употребљавао као назив јужноафричког система расне сегрегације. Први пут је ово питање изнето пред УН још 12. јула 1948. године, када је Падманабха Пилај, представник Индије у УН, у писму генералном секретару изнео забринутост због понашања јужноафричке владе према етничким Индијцима у Јужној Африци. Систем сегрегације у Јужноафричкој Републици постаће предмет међународне осуде, а проузорковаће и систем санкција према Јужној Африци. Систем апартхејда срушен је у Јужној Африци пре свега деловањем чувеног борца за права црнаца Нелсона Манделе.